# Piero Carini
Piero Carini, italijanski dirkač Formule 1, * 6. marec 1921, Genova, Italija, † 30. maj 1957, Saint Etienne, Francija.

## Življenjepis
V svoji karieri je nastopil na treh dirkah, Velikih nagradah Francije in Nemčije  v sezoni 1952 ter Veliki nagradi Italije  v sezoni 1953, na vseh treh pa je odstopil. Leta 1957 se je smrtno ponesrečil na dirki v francoskem mestu Saint Etienne.

## Popolni rezultati Formule 1
(legenda) (odebeljene dirke pomenijo najboljši štartni položaj, poševne pa najhitrejši krog, †-uvrščen kljub odstopu)
| Leto | Moštvo            | Šasija      | Motor       | 1   | 2   | 3   | 4       | 5   | 6       | 7   | 8   | 9       | Prv | Toč |
| ---- | ----------------- | ----------- | ----------- | --- | --- | --- | ------- | --- | ------- | --- | --- | ------- | --- | --- |
| 1952 | Scuderia Marzotto | Ferrari 166 | Ferrari V12 | ŠVI | 500 | BEL | FRA Ret | VB  | NEM Ret | NIZ | ITA |         | -   | 0   |
| 1953 | Scuderia Ferrari  | Ferrari 553 | Ferrari V12 | ARG | 500 | NIZ | BEL     | FRA | VB      | NEM | ŠVI | ITA Ret | -   | 0   |